# فردا، دنیا!
فردا، دنیا! (انگلیسی: Tomorrow, the World!) یک فیلم در ژانر درام به کارگردانی لسلی فنتون است که در سال ۱۹۴۴ منتشر شد. از بازیگران آن می‌توان به فردریک مارچ اشاره کرد.